# متوسط درجة الحرارة الحركية
يعتبر متوسط درجة الحرارة الحركية (MKT) طريقة مبسطة للتعبير عن التأثير الكلي لتقلبات درجة الحرارة أثناء تخزين أو نقل البضائع الهالكة. ويستخدم متوسط درجة الحرارة الحركية بكثرة في الصناعة الدوائية.
ويمكن بيان متوسط درجة الحرارة الحركية كما يلي:
{\displaystyle T_{K}={\cfrac {\frac {\Delta H}{R}}{-\ln \left({\frac {e^{\frac {-\Delta H}{RT_{1}}}+e^{\frac {-\Delta H}{RT_{2}}}+\cdots +e^{\frac {-\Delta H}{RT_{n}}}}{n}}\right)}}}
حيث:
{\displaystyle T_{K}\,\!} متوسط الحرارة الحركية بوحدات الكلفين.
{\displaystyle \Delta H\,\!} هي طاقة التنشيط (خلال 60 - 100 كيلوجول•mol-1 للمواد الصلبة أو السوائل)
{\displaystyle R\,\!} is the ثابت الغازات
{\displaystyle T_{1}\,\!} إلى {\displaystyle T_{n}\,\!} هي درجات الحرارة لكل نقطة من نقاط العينة محسوبة بوحدات الكلفين.
{\displaystyle n\,\!} هو عدد نقاط درجة حرارة العينة.
وتكون المعادلة المذكورة أعلاه صحيحة فقط عندما يتم قراءة درجات الحرارة في نفس الفترات الزمنية الفاصلة. ويمكن تقديم المعادلة السابقة من خلال نموذج أكثر عمومية وهو:
{\displaystyle T_{K}={\cfrac {\frac {\Delta H}{R}}{-\ln \left({\frac {{t_{1}}e^{\frac {-\Delta H}{RT_{1}}}+{t_{2}}e^{\frac {-\Delta H}{RT_{2}}}+\cdots +{t_{n}}e^{\frac {-\Delta H}{RT_{n}}}}{{t_{1}}+{t_{2}}+\cdots +{t_{n}}}}\right)}}}
حيث:
{\displaystyle t_{1}\,\!} إلى {\displaystyle t_{n}\,\!} هي الفترات الزمنية الفاصلة لكل نقطة من نقاط العينة.
When {\displaystyle _{1}\,\!}={\displaystyle t_{2}\,\!}={\displaystyle \cdots }={\displaystyle t_{n}\,\!}، فهذه المعدلة سوف تختصر إلى المعادلة السابقة.